# 歌乐山站
歌乐山站位于重庆市沙坪坝区井口镇，是重庆铁路枢纽蔡歌联络线、井西线上的车站。车站最初作为襄渝铁路二线重庆枢纽段的附属工程（蔡家/三溪口至重庆东/上桥联络线和井口-歌乐山联络线）于2010年8月30日开通，后因成渝高速铁路、渝贵铁路及新重庆西站建设进行改造，于2015年完工。车站由成都局集团重庆北车务段管辖，为不办理客货运业务的五等站；站内设有4条股道，每日接发列车80对，其中动车高铁50对。
本站有蔡歌联络线、井西线等线路经过。蔡歌联络线自渭井线（向北可直通宁蓉线和兰渝铁路）三溪口站下行的K141线路所出岔，经过本站后在本站南侧的双碑线路所（由本站管辖）联通渝贵铁路。井西线自渝怀铁路井口站出岔，经本站、芭蕉沟线路所、金音沟线路所后至重庆北站渝昆场。在本站下行方向的芭蕉沟线路所可经井西联络线穿越中梁山直通成渝客运专线。在成渝客运专线运营初期，由于新重庆西站和沙坪坝站改建工程尚未完工，所有本线列车均经由井西联络线、井西线至重庆北站始发终到。